# Ventenac
Pour les articles homonymes, voir Ventenac (homonymie).
Ventenac est une commune française située dans le département de l'Ariège, en région Occitanie.
La commune possède un patrimoine naturel remarquable composé de quatre zones naturelles d'intérêt écologique, faunistique et floristique.

## Géographie

### Localisation
La commune de Ventenac se trouve à 11 km à vol d'oiseau de Foix et à 9 km de Varilhes.
La commune fait partie du bassin de vie et de l'aire d'attraction de Pamiers, ainsi que de la zone d'emploi de Foix-Pamiers
Sur le plan historique et culturel, Ventenac fait partie du pays de Foix, composé de la partie centrale du Plantaurel, du massif de l'Arize et d'un tronçon de la vallée de l'Ariège avec ses quelques affluents, mais qui n'est plus que l'ombre du prestigieux comté qui s'étendit jusqu'à l'Espagne et même au-delà.

### Communes limitrophes
Les communes limitrophes sont Calzan, Carla-de-Roquefort, Dun, Gudas, L'Herm, Malléon, Roquefort-les-Cascades et Ségura.
| Ségura | Malléon                | Calzan             |
| Gudas  | Ventenac               | Dun                |
| L'Herm | Roquefort-les-Cascades | Carla-de-Roquefort |

### Géologie et relief
La commune est située dans le Bassin aquitain, le deuxième plus grand bassin sédimentaire de la France après le Bassin parisien. Les terrains affleurants sur le territoire communal sont constitués de roches sédimentaires datant du Cénozoïque, l'ère géologique la plus récente sur l'échelle des temps géologiques, débutant il y a 66 millions d'années. La structure détaillée des couches affleurantes est décrite dans les feuilles « n°1057 - Pamiers » et « n°1075 - Foix » de la carte géologique harmonisée au 1/50 000ème du département de l'Ariège, et leurs notices associées,.
La superficie cadastrale de la commune publiée par l’Insee, qui sert de références dans toutes les statistiques, est de 19,62 km2,. La superficie géographique, issue de la BD Topo, composante du Référentiel à grande échelle produit par l'IGN, est quant à elle de 19,9 km2. Son relief est relativement accidenté puisque la dénivelée maximale atteint 320 mètres. L'altitude du territoire varie entre 410 m et 730 m.

### Hydrographie

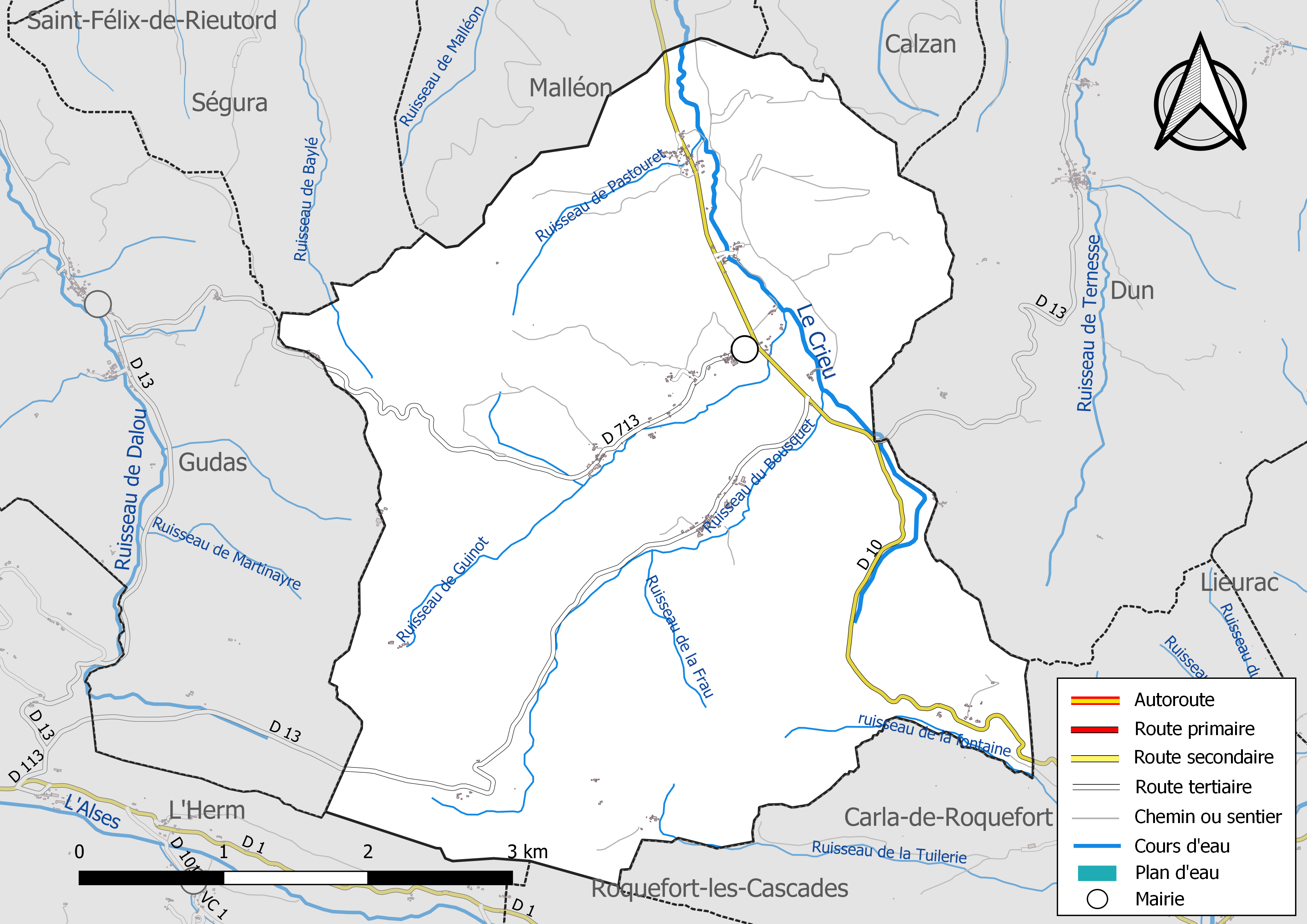
Réseaux hydrographique et routier de Ventenac.

La commune est dans le bassin versant de la Garonne, au sein du bassin hydrographique Adour-Garonne. Elle est drainée par le Crieu, le ruisseau de Baylé, le ruisseau de Guinot, le ruisseau de la fontaine, le ruisseau de la Frau, le ruisseau de la Tuilerie, le ruisseau de Pastouret, le ruisseau du Bousquet et par un petit cours d'eau, constituant un réseau hydrographique de 21 km de longueur totale,.
Le Crieu, d'une longueur totale de 34,8 km, prend sa source dans la commune de Ventenac et s'écoule du sud vers le nord. Il traverse la commune et se jette dans l'Ariège à Saverdun, après avoir traversé 14 communes.

### Climat
Pour des articles plus généraux, voir Climat de l'Occitanie et Climat de l'Ariège.
En 2010, le climat de la commune est de type climat océanique altéré, selon une étude s'appuyant sur une série de données couvrant la période 1971-2000. En 2020, Météo-France publie une typologie des climats de la France métropolitaine dans laquelle la commune est exposée à un climat de montagne et est dans la région climatique Pyrénées centrales, caractérisée par une pluviométrie annuelle de 1 000 à 1 200 mm.
Pour la période 1971-2000, la température annuelle moyenne est de 12,2 °C, avec une amplitude thermique annuelle de 15,8 °C. Le cumul annuel moyen de précipitations est de 930 mm, avec 9,6 jours de précipitations en janvier et 6 jours en juillet. Pour la période 1991-2020, la température moyenne annuelle observée sur la station météorologique la plus proche, située sur la commune de Roquefort-les-Cascades à 5 km à vol d'oiseau, est de 12,7 °C et le cumul annuel moyen de précipitations est de 1 101,5 mm,. Pour l'avenir, les paramètres climatiques de la commune estimés pour 2050 selon différents scénarios d'émission de gaz à effet de serre sont consultables sur un site dédié publié par Météo-France en novembre 2022.

### Milieux naturels et biodiversité
L’inventaire des zones naturelles d'intérêt écologique, faunistique et floristique (ZNIEFF) a pour objectif de réaliser une couverture des zones les plus intéressantes sur le plan écologique, essentiellement dans la perspective d’améliorer la connaissance du patrimoine naturel national et de fournir aux différents décideurs un outil d’aide à la prise en compte de l’environnement dans l’aménagement du territoire.
Deux ZNIEFF de type 1 sont recensées sur la commune :
« le Plantaurel entre Foix et Lavelanet » (11 312 ha), couvrant 26 communes du département, et 
le « massif du Crieu » (8 998 ha), couvrant 15 communes du département
et deux ZNIEFF de type 2, : 
- les « coteaux du Palassou » (26 749 ha), couvrant 48 communes dont 43 dans l'Ariège et 5 dans l'Aude[26] ;
- « le Plantaurel » (42 116 ha), couvrant 72 communes dont 68 dans l'Ariège, 2 dans l'Aude et 2 dans la Haute-Garonne[27].

Carte des ZNIEFF de type 1 et 2 à Ventenac.
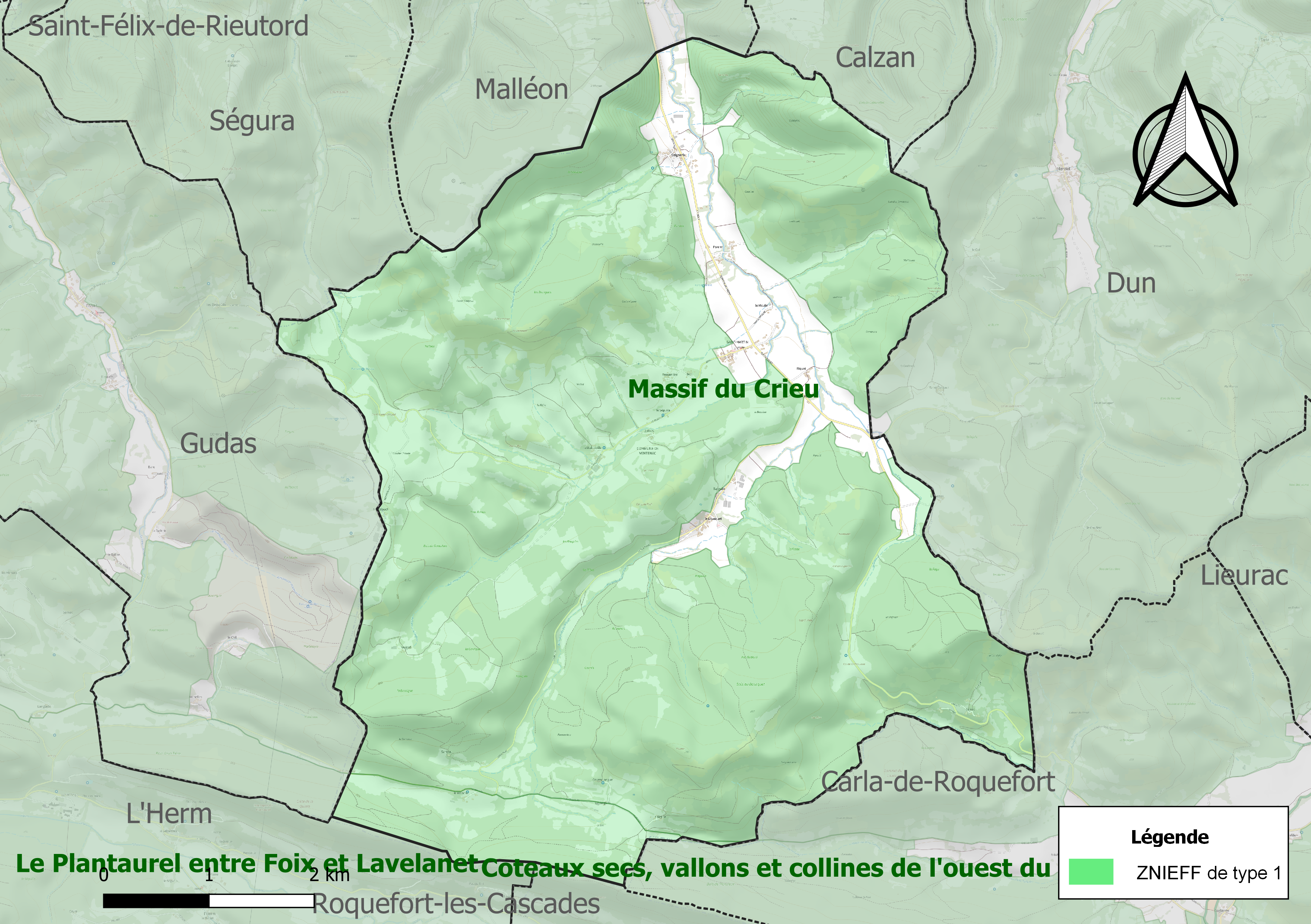
Carte des ZNIEFF de type 1 sur la commune.
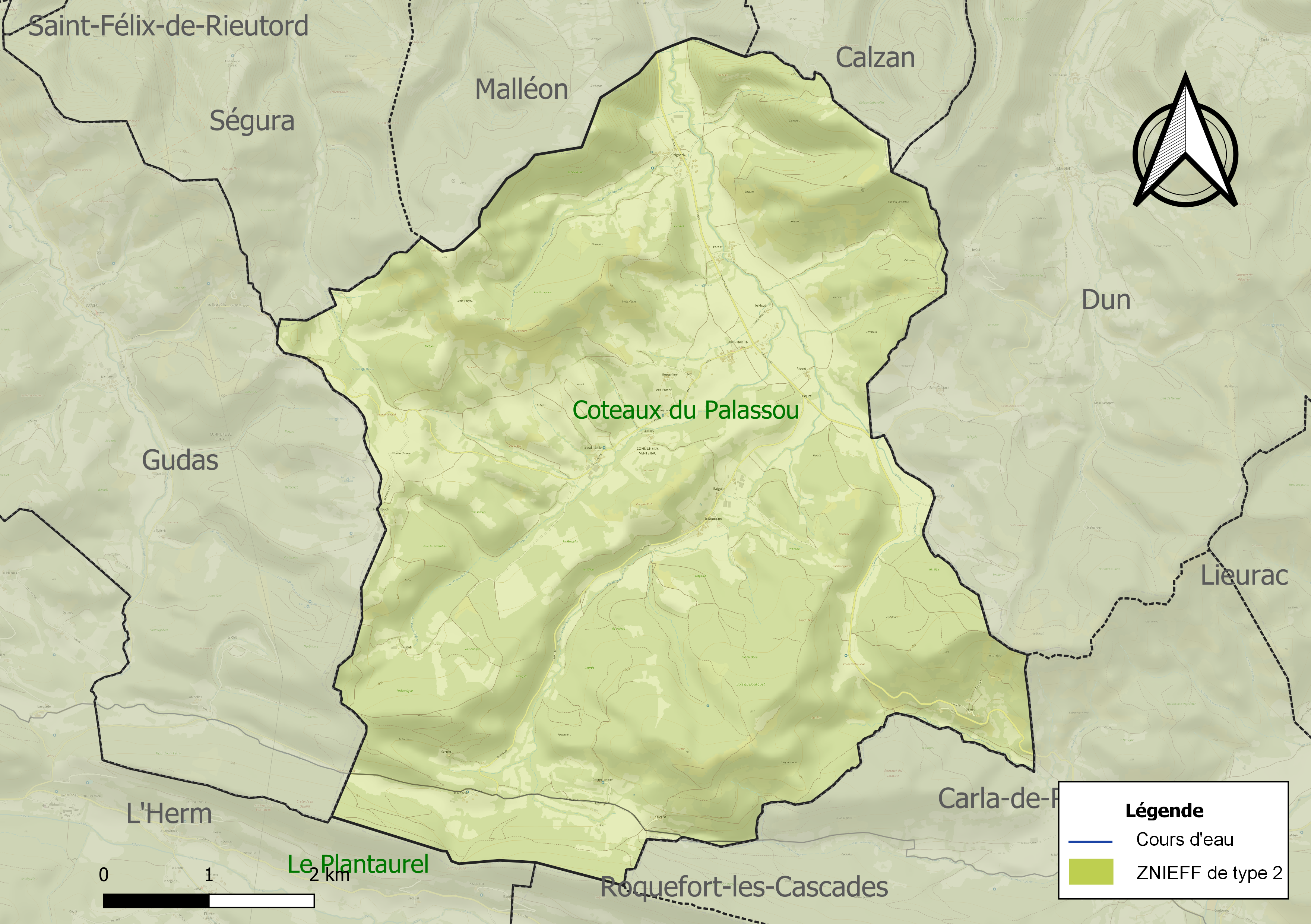
Carte des ZNIEFF de type 2 sur la commune.

## Urbanisme

### Typologie
Au 1er janvier 2024, Ventenac est catégorisée commune rurale à habitat très dispersé, selon la nouvelle grille communale de densité à 7 niveaux définie par l'Insee en 2022.
Elle est située hors unité urbaine. Par ailleurs la commune fait partie de l'aire d'attraction de Pamiers, dont elle est une commune de la couronne,. Cette aire, qui regroupe 52 communes, est catégorisée dans les aires de moins de 50 000 habitants,.

### Occupation des sols

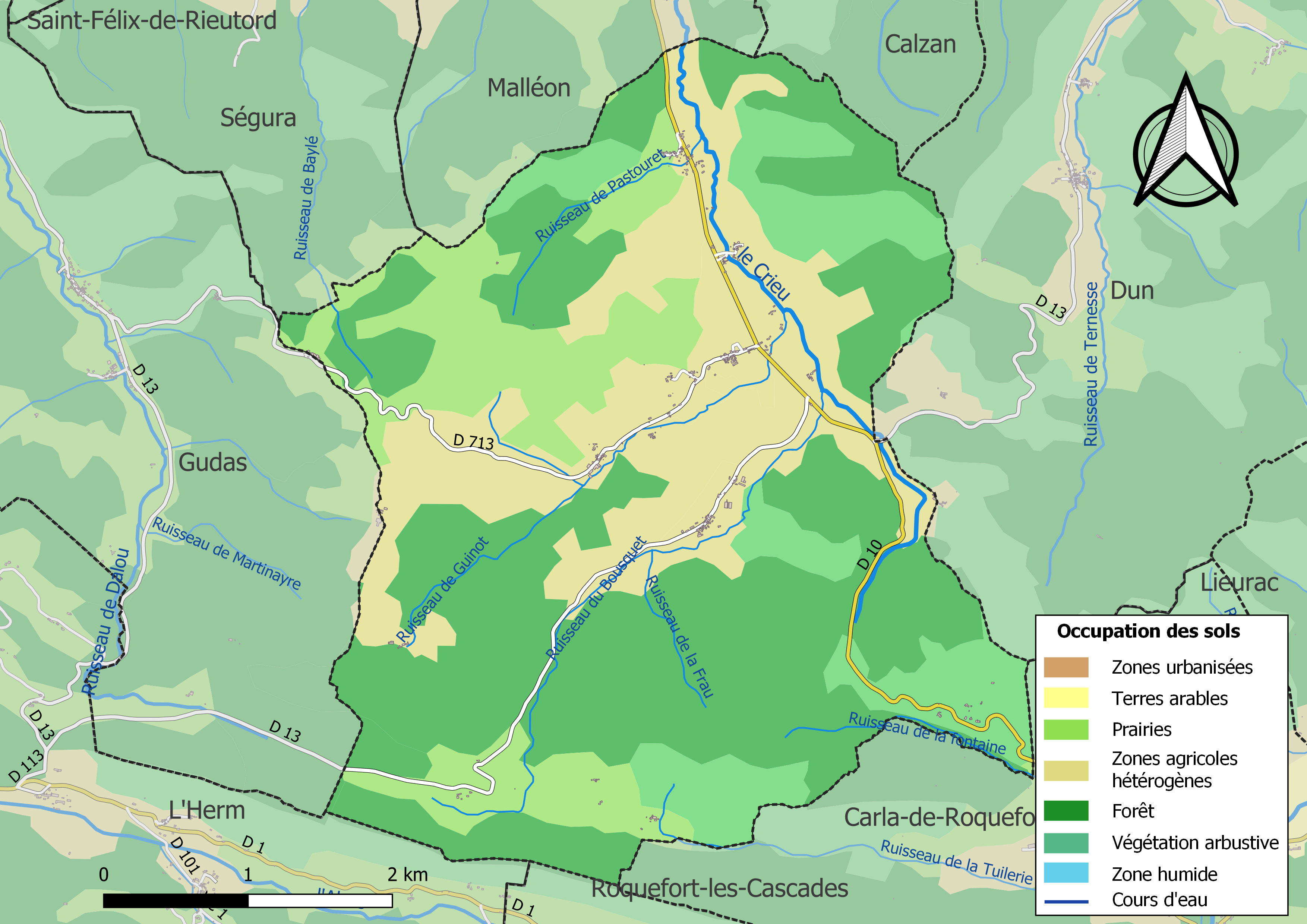
Carte des infrastructures et de l'occupation des sols de la commune en 2018 (CLC).

L'occupation des sols de la commune, telle qu'elle ressort de la base de données européenne d’occupation biophysique des sols Corine Land Cover (CLC), est marquée par l'importance des forêts et milieux semi-naturels (59 % en 2018), une proportion sensiblement équivalente à celle de 1990 (59,4 %). La répartition détaillée en 2018 est la suivante : 
forêts (48,6 %), zones agricoles hétérogènes (26 %), prairies (15 %), milieux à végétation arbustive et/ou herbacée (10,3 %). L'évolution de l’occupation des sols de la commune et de ses infrastructures peut être observée sur les différentes représentations cartographiques du territoire : la carte de Cassini (XVIIIe siècle), la carte d'état-major (1820-1866) et les cartes ou photos aériennes de l'IGN pour la période actuelle (1950 à aujourd'hui).

### Habitat et logement
En 2020, le nombre total de logements dans la commune était de 140, alors qu'il était de 134 en 2015 et de 125 en 2010.
Parmi ces logements, 77,6 % étaient des résidences principales, 18,8 % des résidences secondaires et 3,6 % des logements vacants. Ces logements étaient pour 91,4 % d'entre eux des maisons individuelles et pour 5,1 % des appartements.
Le tableau ci-dessous présente la typologie des logements à Ventenac en 2020 en comparaison avec celle de l'Ariège et de la France entière. Une caractéristique marquante du parc de logements est ainsi une proportion de résidences secondaires et logements occasionnels (18,8 %) inférieure à celle du département (24,7 %) mais supérieure à celle de la France entière (9,7 %). Concernant le statut d'occupation de ces logements, 81,5 % des habitants de la commune sont propriétaires de leur logement (79,4 % en 2015), contre 66,6 % pour l'Ariège et 57,5 pour la France entière.
| Typologie                                               | Ventenac | Ariège | France entière |
| ------------------------------------------------------- | -------- | ------ | -------------- |
| Résidences principales (en %)                           | 77,6     | 66     | 82,1           |
| Résidences secondaires et logements occasionnels (en %) | 18,8     | 24,7   | 9,7            |
| Logements vacants (en %)                                | 3,6      | 9,3    | 8,2            |

### Risques naturels et technologiques

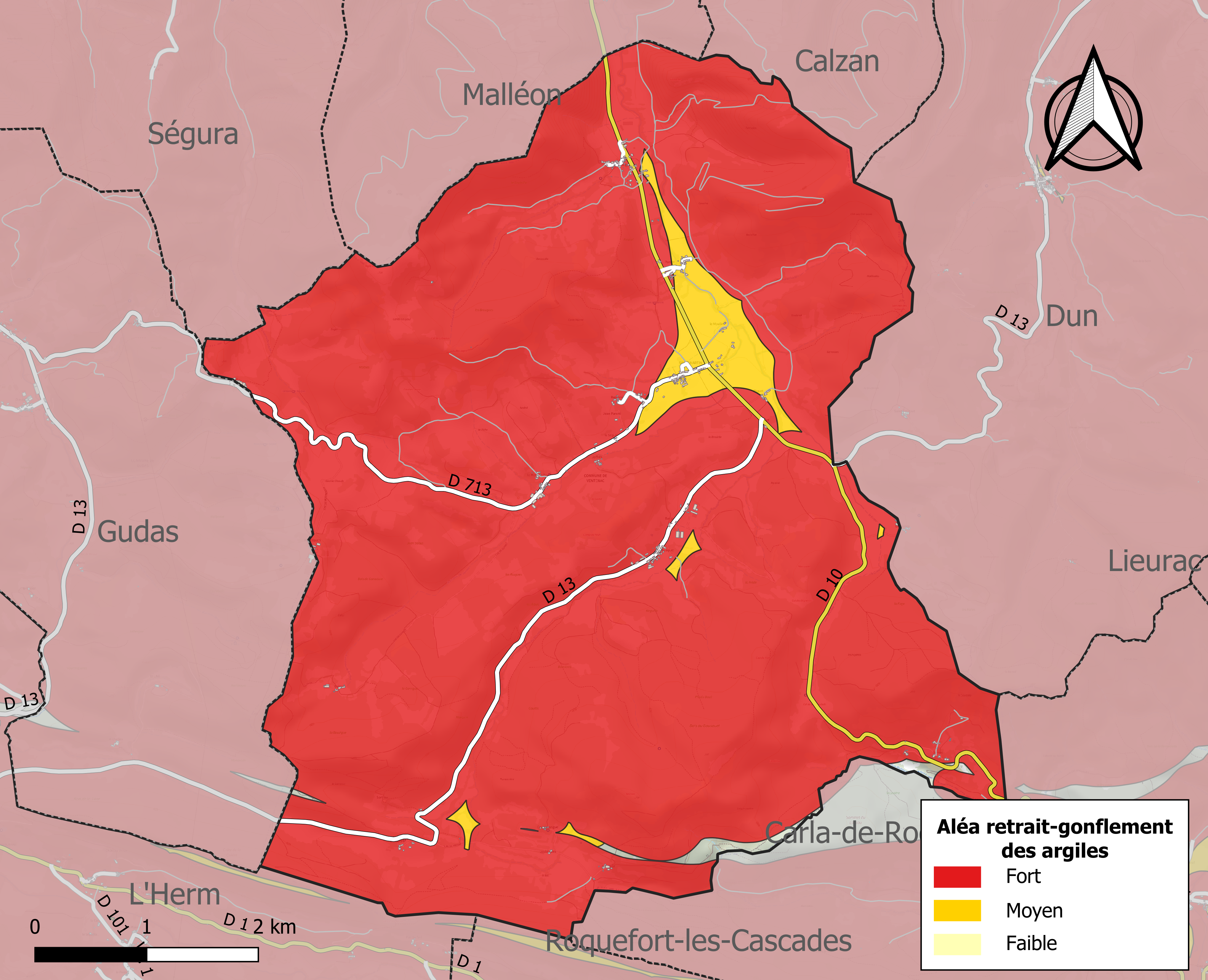
Zonage de l'aléa retrait-gonflement des argiles sur la commune de Ventenac.

Le territoire de la commune de Ventenac est vulnérable à différents aléas naturels : inondations, climatiques (grand froid ou canicule), feux de forêts, mouvements de terrains et séisme (sismicité modérée),.
Certaines parties du territoire communal sont susceptibles d’être affectées par le risque d’inondation par débordement, crue torrentielle d'un cours d'eau, ou ruissellement d'un versant.
Les mouvements de terrains susceptibles de se produire sur la commune sont soit des chutes de blocs, soit des glissements de terrains, soit des effondrements liés à des cavités souterraines, soit des mouvements liés au retrait-gonflement des argiles. Près de 50 % de la superficie du département est concernée par l'aléa retrait-gonflement des argiles, dont la commune de Ventenac. L'inventaire national des cavités souterraines permet par ailleurs de localiser celles situées sur la commune.
Près de 50 % de la superficie du département est concernée par l'aléa retrait-gonflement des argiles, dont la commune de Ventenac. L'inventaire national des cavités souterraines permet par ailleurs de localiser celles situées sur la commune.

## Histoire
La commune, instituée par la Révolution française, absorbe dès les années 1790-1794 celle du Bousquet.

## Politique et administration

### Rattachements administratifs et électoraux

#### Rattachements administratifs
La commune se trouve depuis 1979 dans l'arrondissement de Pamiers du département de l'Ariège.
Elle faisait partie de 1793 à 1979 du canton de Lavelanet, année où elle intègre le canton de Varilhes. Dans le cadre du redécoupage cantonal de 2014 en France, cette circonscription administrative territoriale a disparu, et le canton n'est plus qu'une circonscription électorale.

#### Rattachements électoraux
Pour les élections départementales, la commune fait partie depuis 2014 du canton du Val d'Ariège.
Pour l'élection des députés, elle fait partie de la première circonscription de l'Ariège depuis le redécoupage électoral de 1986.

### Intercommunalité
Ventenac était membre de la communauté de communes du canton de Varilhes, un établissement public de coopération intercommunale (EPCI) à fiscalité propre créé en 1990 et auquel la commune avait transféré un certain nombre de ses compétences, dans les conditions déterminées par le code général des collectivités territoriales.
Dans le cadre des dispositions de la loi portant nouvelle organisation territoriale de la République du 7 août 2015, qui prévoit que les établissements publics de coopération intercommunale (EPCI) à fiscalité propre doivent avoir un minimum de 15 000 habitants, cette intercommunalité a fusionné avec sa voisine pour former, le 1er janvier 2017, la communauté d'agglomération Pays Foix-Varilhes, dont est désormais membre la commune.

### Liste des maires
| Période                                  | Période                        | Identité       | Étiquette | Qualité                        |
| ---------------------------------------- | ------------------------------ | -------------- | --------- | ------------------------------ |
| Les données manquantes sont à compléter. |                                |                |           |                                |
| 1965                                     | février 2009                   | Marius Sabatié |           | Mort en fonction               |
| 2009                                     | juin 2023                      | Alban Alozy    | SE        | Agent technique Démissionnaire |
| juillet 2023                             | En cours (au 30 novembre 2023) | Jacques Lucat  |           | Ouvrier retraité               |

## Équipements et services publics
La commune s'est dotée d'une nouvelle mairie en 2010, et, en 2022, d'une maison des associations aménagée dans l'ancienne école.

## Population et société
Les habitants sont appelés les Ventenacois ou Ventenacoises.

### Démographie
L'évolution du nombre d'habitants est connue à travers les recensements de la population effectués dans la commune depuis 1793. Pour les communes de moins de 10 000 habitants, une enquête de recensement portant sur toute la population est réalisée tous les cinq ans, les populations de référence des années intermédiaires étant quant à elles estimées par interpolation ou extrapolation. Pour la commune, le premier recensement exhaustif entrant dans le cadre du nouveau dispositif a été réalisé en 2007.

En 2022, la commune comptait 235 habitants, en évolution de +0,86 % par rapport à 2016 (Ariège : +1,48 %, France hors Mayotte : +2,11 %).
| 1793 | 1800 | 1806 | 1821 | 1831 | 1836 | 1841 | 1846 | 1851 |
| ---- | ---- | ---- | ---- | ---- | ---- | ---- | ---- | ---- |
| 525  | 515  | 565  | 543  | 497  | 501  | 529  | 564  | 586  |

| 1856 | 1861 | 1866 | 1872 | 1876 | 1881 | 1886 | 1891 | 1896 |
| ---- | ---- | ---- | ---- | ---- | ---- | ---- | ---- | ---- |
| 581  | 532  | 510  | 513  | 505  | 511  | 516  | 488  | 437  |

| 1901 | 1906 | 1911 | 1921 | 1926 | 1931 | 1936 | 1946 | 1954 |
| ---- | ---- | ---- | ---- | ---- | ---- | ---- | ---- | ---- |
| 411  | 415  | 409  | 324  | 307  | 308  | 288  | 245  | 237  |

| 1962 | 1968 | 1975 | 1982 | 1990 | 1999 | 2006 | 2007 | 2012 |
| ---- | ---- | ---- | ---- | ---- | ---- | ---- | ---- | ---- |
| 200  | 170  | 183  | 175  | 182  | 198  | 224  | 228  | 224  |

| 2017 | 2022 | - | - | - | - | - | - | - |
| ---- | ---- | - | - | - | - | - | - | - |
| 235  | 235  | - | - | - | - | - | - | - |

Ventenac est une commune rurale dont le  pic de population de 586 habitants a eu lieu en 1851.

### Vie associative
Le village compte en le village compte en 2022 cinq sociétés : les comités des fêtes du village et celui du hameau du Bousquet, l’association Mafé le Grand Huit et deux sociétés de chasse

## Économie

### Revenus
En 2018, la commune compte 105 ménages fiscaux, regroupant 229 personnes. La médiane du revenu disponible par unité de consommation est de 18 460 € (19 820 € dans le département).

### Emploi
| Division       | 2008  | 2013   | 2018   |
| -------------- | ----- | ------ | ------ |
| Commune        | 7 %   | 8,6 %  | 11,2 % |
| Département    | 8,9 % | 11,1 % | 11,2 % |
| France entière | 8,3 % | 10 %   | 10 %   |

En 2018, la population âgée de 15 à 64 ans s'élève à 144 personnes, parmi lesquelles on compte 81,8 % d'actifs (70,6 % ayant un emploi et 11,2 % de chômeurs) et 18,2 % d'inactifs,. En  2018, le taux de chômage communal (au sens du recensement) des 15-64 ans est supérieur à celui du département et de la France, alors qu'en 2008 la situation était inverse.
La commune fait partie de la couronne de l'aire d'attraction de Pamiers, du fait qu'au moins 15 % des actifs travaillent dans le pôle,. Elle compte 33 emplois en 2018, contre 22 en 2013 et 19 en 2008. Le nombre d'actifs ayant un emploi résidant dans la commune est de 102, soit un indicateur de concentration d'emploi de 32 % et un taux d'activité parmi les 15 ans ou plus de 60,2 %.
Sur ces 102 actifs de 15 ans ou plus ayant un emploi, 21 travaillent dans la commune, soit 21 % des habitants. Pour se rendre au travail, 86,3 % des habitants utilisent un véhicule personnel ou de fonction à quatre roues, 1 % les transports en commun, 1 % s'y rendent en deux-roues, à vélo ou à pied et 11,8 % n'ont pas besoin de transport (travail au domicile).

### Activités hors agriculture
17 établissements sont implantés  à Ventenac au 31 décembre 2019.
Le secteur des activités spécialisées, scientifiques et techniques et des activités de services administratifs et de soutien est prépondérant sur la commune puisqu'il représente 23,5 % du nombre total d'établissements de la commune (4 sur les 17 entreprises implantées  à Ventenac), contre 13,2 % au niveau départemental.

### Agriculture
La commune fait partie de la petite région agricole dénommée « Région sous-pyrénéenne ». En 2010, l'orientation technico-économique de l'agriculture  sur la commune est l'élevage d'ovins et de caprins.
|                                   | 1988 | 2000 | 2010 |
| --------------------------------- | ---- | ---- | ---- |
| Exploitations                     | 26   | 15   | 11   |
| Superficie agricole utilisée (ha) | 814  | 962  | 906  |

Le nombre d'exploitations agricoles en activité et ayant leur siège dans la commune est passé de 26 lors du recensement agricole de 1988 à 15 en 2000 puis à 11 en 2010, soit une baisse de 58 % en 22 ans. Le même mouvement est observé à l'échelle du département qui a perdu pendant cette période 48 % de ses exploitations. La surface agricole utilisée sur la commune a quant à elle augmenté, passant de 814 ha en 1988 à 906 ha en 2010. Parallèlement la surface agricole utilisée moyenne par exploitation a augmenté, passant de 31 à 82 ha.

## Culture locale et patrimoine

### Lieux et monuments
- La chapelle de la Nativité-de-Saint-Jean-Baptiste du Bousquet édifiée au XVe siècle est inscrite au titre des monuments historiques depuis 1995[51]. Quelque objets sont référencés dans la Base Palissy (voir les notices liées)[51].
- L'église Saint-Martin, qui a bénéficié de travaux de rénovation en 2016[52].
- Le col de la Chioulade est situé sur la commune à 523 m d'altitude par la D 10, la source du Crieu s'y trouve.

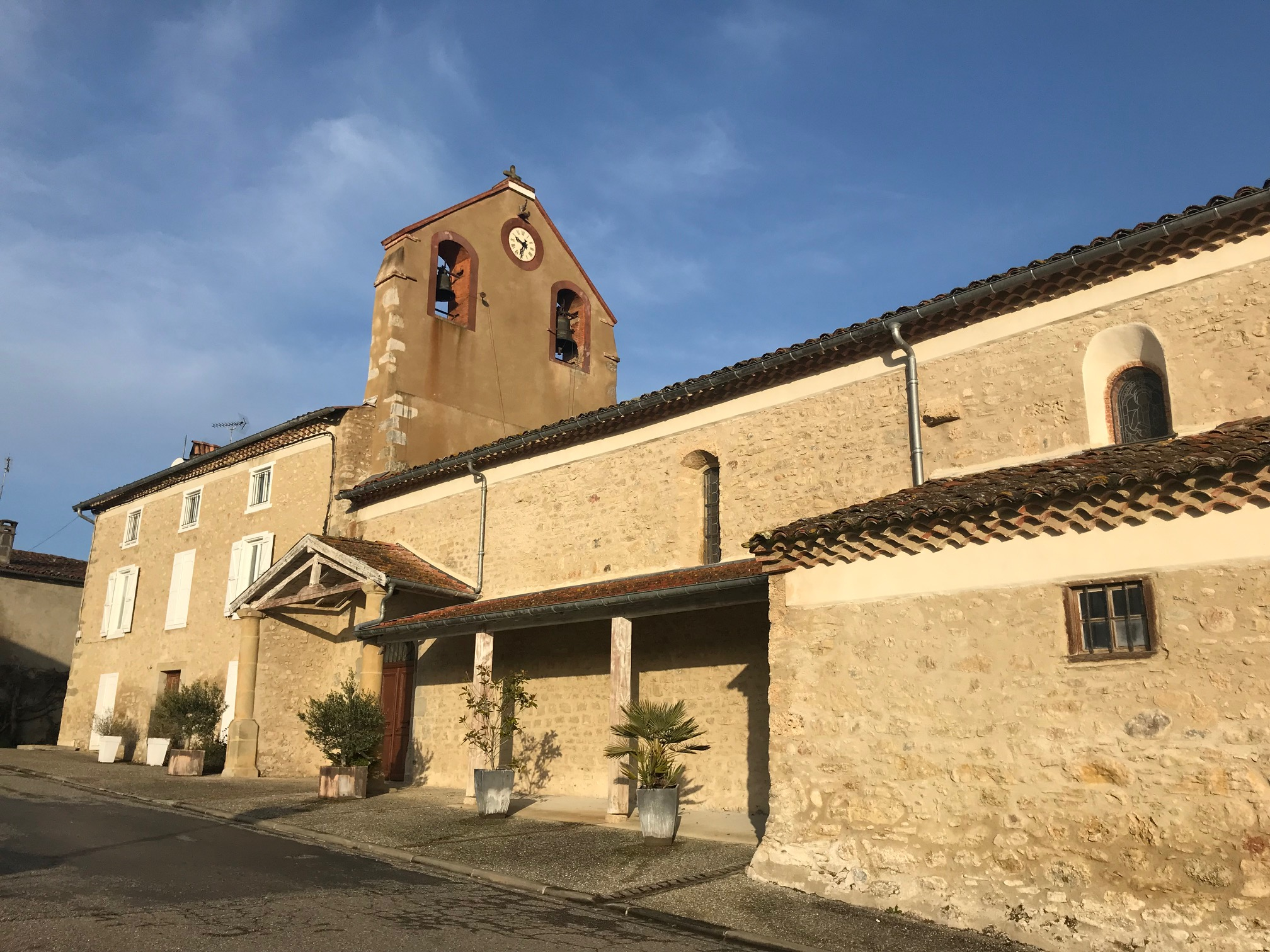
L'église Saint-Martin.
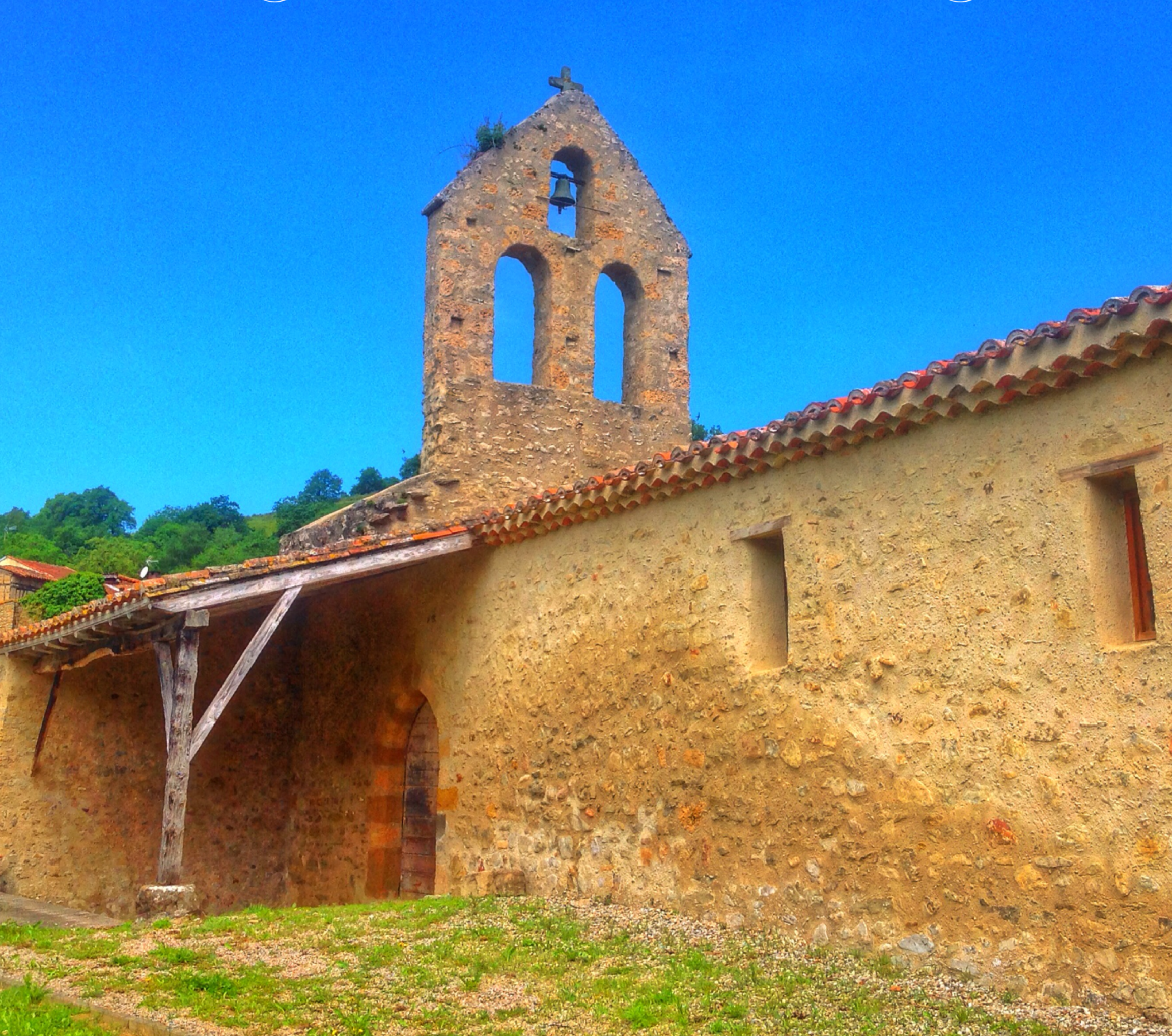
Chapelle de la Nativité-de-Saint-Jean-Baptiste du Bousquet.
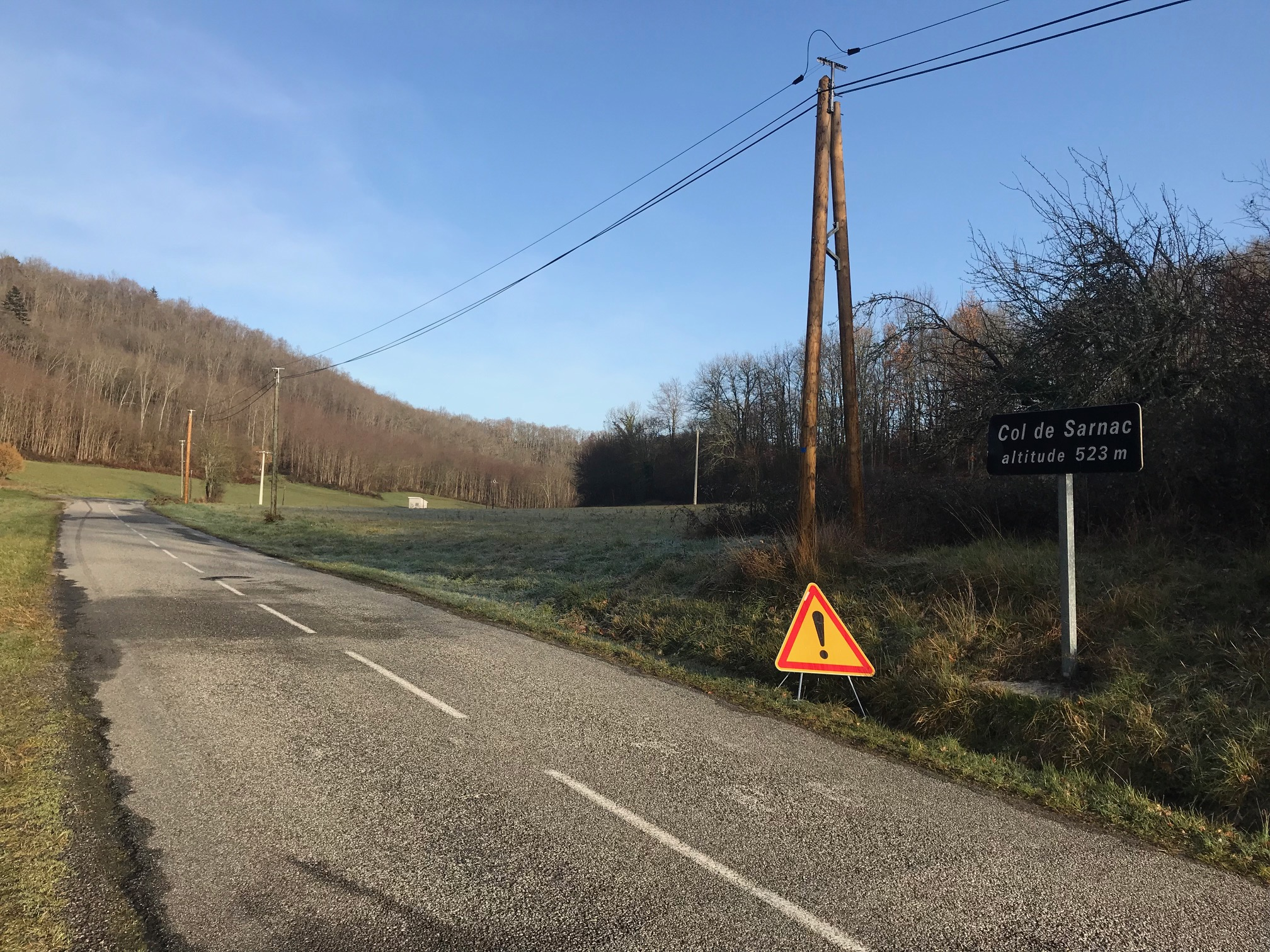
Le col de Sarnac ou de la Chioulade.

### Héraldique
| Blason de Ventenac | Blason  | Taillé émanché d'or et de gueules.               |
| Blason de Ventenac | Détails | Le statut officiel du blason reste à déterminer. |

## Pour approfondir